# Сидерас
Сидерас или Демирджилер (на гръцки: Σιδεράς, до 1927 година Δεμιρτζιλέρ, Демирдзилер) е село в Гърция, в дем Кожани, област Западна Македония.

## География
Сидерас е разположено на 950 m надморска височина, в източното подножие на планината Червена гора (Вуринос).

## История

### В Османската империя
В края на XIX век Демирджилер е турско село в югозападната част на Кайлярска каза (Джума) на Османската империя. В „Етнография на вилаетите Адрианопол, Монастир и Салоника“, издадена в Константинопол в 1878 година и отразяваща статистиката на населението от 1873 година, Димирджилер (Dimirdjiler) е посочено като село в каза Джумали с 15 домакинства и 32 жители мюсюлмани.
Според статистиката на Васил Кънчов („Македония. Етнография и статистика“) през 1900 година в Димирджилеръ, Кайлярска каза, има 310 турци.
На Етнографската карта на Битолския вилает на Картографския институт в София от 1901 година Демирджилер е чисто турско село в Кайлярската каза на Серфидженския санджак с 65 къщи.
Според статистика на Серфидженския санджак на гръцкото консулство в Еласона от 1904 година в Демерджилар (Δεμερτζιλάρ), Кожанска каза, живеят 325 турци.

### В Гърция
През Балканската война в 1912 година в селото влизат гръцки части и след Междусъюзническата в 1913 година Демирджилер остава в Гърция. В 1913 година селото има 395 жители. През 20-те години населението му се изселва в Турция и на негово място са настанени понтийски гърци бежанци от Турция. В 1928 година селото е изцяло бежанско с 69 семейства и 257 жители бежанци.
През 1927 името на селото е преведено като Сидерас, „желязо“.
Населението традиционно произвежда жито, тютюн, картофи и други земеделски продукти, като се занимава и със скотовъдство.
| Име               | Име              | Ново име  | Ново име  | Описание                         |
| ----------------- | ---------------- | --------- | --------- | -------------------------------- |
| Деврен            | Ντεβρέν          | Клисура   | Κλεισούρα | пролом на ЮЗ от Сидерас          |
| Мезария           | Μεζάρια          | Мнима     | Μνήμα     | местност на Ю от Сидерас         |
| Картал Даг        | Κορτάλ Ντάγ      | Аеторахи  | Άετορράχη | връх на СИ от Сидерас (1264 m)   |
| Караксилар Тепеси | Καραξιλάρ Τεπεσί | Веланидия | Βελανιδιά | връх на ЮИ от Сидерас (1124,9 m) |

| Година    | 1913 | 1920 | 1928 | 1940 | 1951 | 1961 | 1971 | 1981 | 1991 | 2001 | 2011 | 2021 |
| --------- | ---- | ---- | ---- | ---- | ---- | ---- | ---- | ---- | ---- | ---- | ---- | ---- |
| Население | 395  | 446  | 268  | 363  | 391  | 389  | 275  | 313  | 318  | 339  | 131  | 118  |